# Мечеть Шахбулаг
Мечеть Шахбулаг (азерб. Şahbulaq məscidi) — мечеть, расположенная на территории местности Шахбулаг рядом с родником Шахбулаг в Агдамском районе Азербайджана.

## История
В середине XVIII века по приказу основатель Карабахского ханства Панах Али-хан построил крепость вместо менее надежной крепости Баят. Крепость Шахбулаг была окружена высокими стенами. Мечеть была построена в 1751—1752 годах.
Мечеть находится в северо-западной части одноимённой крепости. Здание мечети состоит из небольшого каменного молитвенного зала с квадратным куполом высотой 5,1 метра и веранду, выходящим на восток.